# Veicolo spaziale

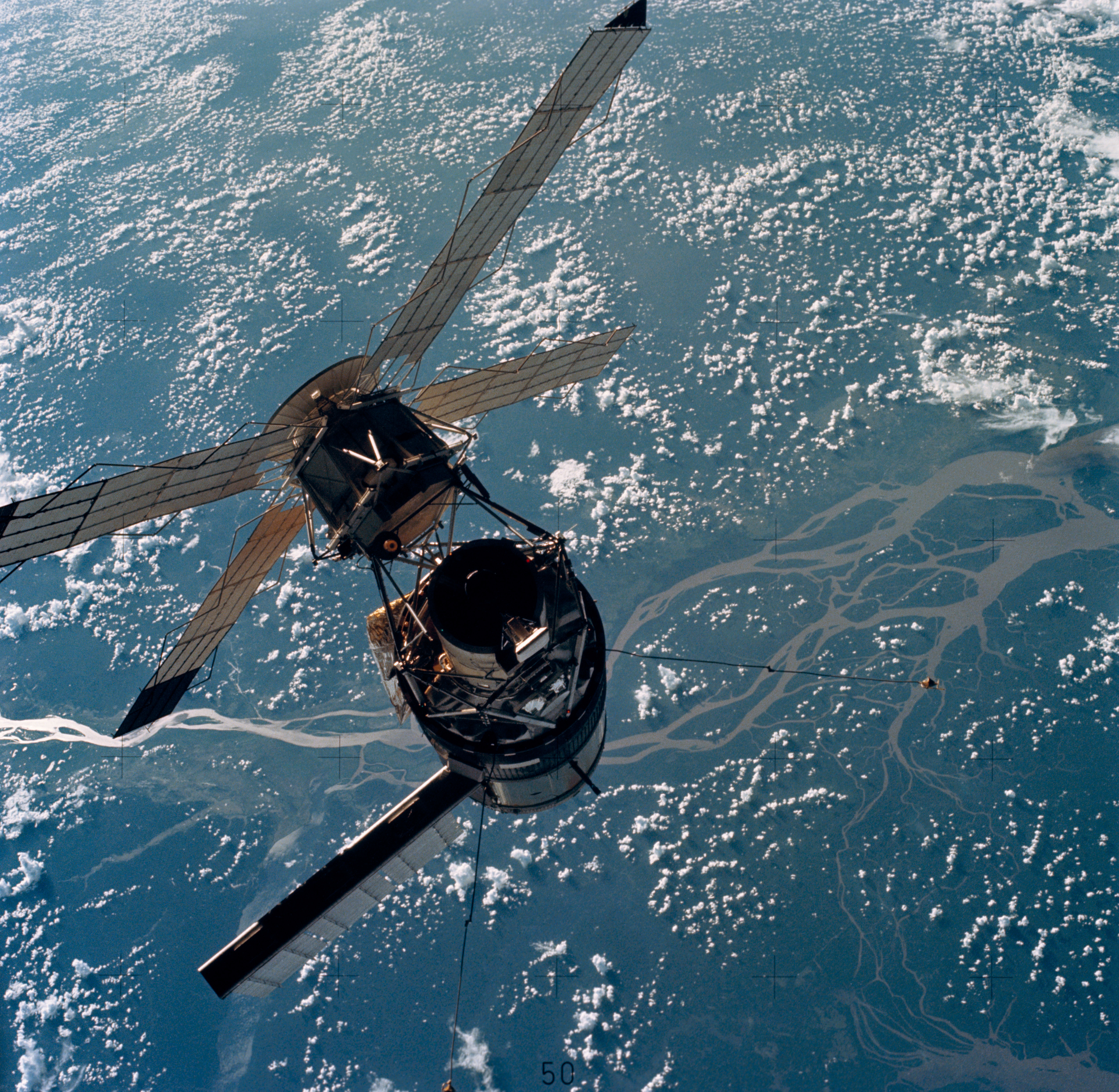
Lo Skylab

Un veicolo spaziale, in astronautica, è un veicolo in grado di viaggiare nello spazio. Comprendono sia sonde spaziali robotiche sia veicoli con equipaggio (ad esempio le stazioni spaziali). Il termine è anche usato per indicare i satelliti artificiali, dato che hanno una definizione simile.

## Classificazione

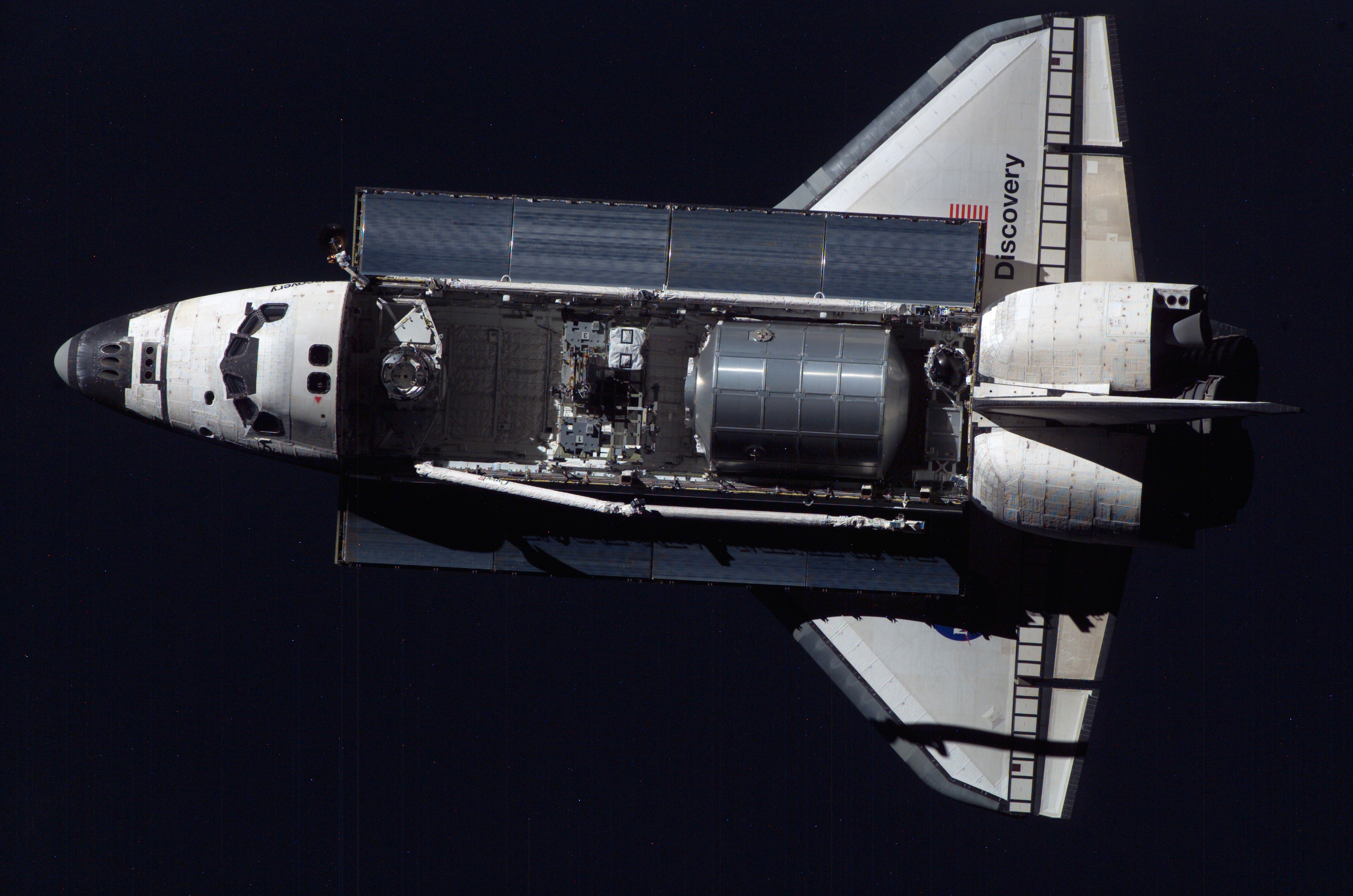
Lo Space Shuttle Discovery visto dalla Stazione spaziale internazionale.

Il termine generico "veicolo spaziale" si applica sia a veicoli privi di equipaggio sia a quelli con equipaggio. I vari tipi di veicoli spaziali si possono classificare nel modo seguente:
- satellite artificiale: veicolo spaziale orbitante intorno alla Terra o ad altro corpo celeste;
- navicella spaziale: veicolo spaziale di piccole dimensioni utilizzante, di norma, uno o più razzi per uscire dall'atmosfera terrestre;
  - navicella senza equipaggio;
    - sonda spaziale;

  - cargo spaziale (esempi: Progress, Automated Transfer Vehicle, H-II Transfer Vehicle);
  - navicella con equipaggio;
    - capsula spaziale (esempi: Mercury, Gemini, Apollo, Sojuz, Shenzhou);
    - navetta spaziale: spazioplano orbitale che funge da traghetto tra la Terra e l'orbita terrestre (esempi: Space Shuttle, Buran);
    - astronave: nave spaziale progettata per il volo interstellare (comune nella fantascienza, non è stata ancora realizzata ma è oggetto di studio teorico da parte dei fisici);
- stazione spaziale.

Anche la tuta spaziale può esser considerata una minuscola navicella spaziale enfatizzando il fatto che mantiene in vita l'astronauta che viaggia nello spazio.

## Esempi di veicoli spaziali esistenti

### Veicoli senza equipaggio
- IXV
- Cassini-Huygens
- Sonda Cluster
- Dragon
- Genesis
- Mariner 10
- Progress
- SOHO
- Sonda spaziale Stardust
- Viking 1
- Viking 2
- Voyager 1
- Voyager 2
- WMAP

### Veicoli per equipaggio umano
- Mir
- Stazione spaziale internazionale
- Shuttle Buran
- Space Shuttle
- Sojuz
- Dragon 2
- Shenzhou
- SpaceShipOne
- Vostok
- Voschod
- Programma Apollo
- Programma Gemini
- Programma Mercury
- Programma Tiangong

## Veicoli in fase di progetto
- Orione
- Hopper (Cancellato)- Phoenix (Cancellato)
- Kliper (Cancellato)
- Nautilus-X
- New Shepard
- CST-100 Starliner
- Scaled Composites SpaceShipTwo
- Capsula spaziale cinese di nuova generazione
- Smart Upper Stage for Innovative Exploration
- Space Rider
- Starship (SpaceX)
- Gaganyaan
- Dream Chaser
- Federacija
- Integrated Lander Vehicle
- Dynetics HLS